# Julián Berrendero
Julián Berrendero Martín (San Agustín del Guadalix, 8 april 1912 –  Madrid, 1 september 1995) was een Spaans wielrenner.
Door zijn herkomst uit de Sierra de Guadarrama was Julián Berrendero voorbestemd om klimmer te worden. Hij won dan ook eenmaal het bergklassement in de Tour en viermaal het bergklassement van de Vuelta. In 1941 en 1942 behaalde hij ook de eindzege in de Vuelta.

## Belangrijkste overwinningen
1936
- Bergklassement Ronde van Frankrijk

1937
- 15e etappe Ronde van Frankrijk

1941
- 1e en 20e etappe 1941
- Eindklassement Ronde van Spanje
- Eindklassement Ronde van Navarra
- Circuito de Getxo

1942
- Spaans kampioenschap op de weg, Elite
- Spaans kampioenschap veldrijden, Elite
- 1e en 10e etappe Ronde van Spanje
- Eindklassement Ronde van Spanje
- Bergklassement Ronde van Spanje
- 4e etappe deel B Ronde van Catalonië
- 6e etappe Ronde van Catalonië

1943
- Spaans kampioenschap op de weg, Elite
- Eindklassement Ronde van Catalonië

1944
- Spaans kampioenschap op de weg, Elite
- Spaans kampioenschap veldrijden, Elite
- 8e etappe Ronde van Catalonië
- 3e etappe Ronde van Cantabrië
- Clásica a los Puertos de Guadarrama
- Circuito de Getxo

1945
- 1e en 17e etappe Ronde van Spanje
- Bergklassement Ronde van Spanje
- 1e etappe Ronde van Galicië

1946
- 3e etappe Ronde van Catalonië
- Eindklassement Ronde van Catalonië
- Puntenklassement Ronde van Catalonië
- Bergklassement Ronde van Catalonië
- 5e, 21e en 23e etappe Ronde van Spanje

1947
- 3e etappe Ronde van Spanje
- Clásica a los Puertos de Guadarrama

1948
- 1e etappe Ronde van Spanje (ex aequo met Bernardo Ruiz)

## Resultaten in voornaamste wedstrijden
| \| Jaar \| Ronde van Italië \| Ronde van Frankrijk \| Ronde van Spanje \| \| ---- \| ---------------- \| ------------------- \| ---------------- \| \| 1936 \| \| 11e \| 4e \| \| 1937 \| \| 15e (1) \| \| \| 1938 \| \| 29e \| \| \| 1941 \| \| \| ↑ (2) \| \| 1942 \| \| \| ↑ (2) \| \| 1945 \| \| \| ↑ (2) \| \| 1946 \| \| \| ↑ (3) \| \| 1947 \| \| \| 6e (1) \| \| 1948 \| \| \| opgave (1) \| \| 1949 \| \| opgave \| \|(*) tussen haakjes aantal individuele etappe-overwinningen |                  |                     |                  |
| Jaar | Ronde van Italië | Ronde van Frankrijk | Ronde van Spanje |
| 1936 |                  | 11e                 | 4e               |
| 1937 |                  | 15e (1)             |                  |
| 1938 |                  | 29e                 |                  |
| 1941 |                  |                     | ↑ (2)            |
| 1942 |                  |                     | ↑ (2)            |
| 1945 |                  |                     | ↑ (2)            |
| 1946 |                  |                     | ↑ (3)            |
| 1947 |                  |                     | 6e (1)           |
| 1948 |                  |                     | opgave (1)       |
| 1949 |                  | opgave              |                  |